# 鈴木成高
鈴木 成高（すずき しげたか、1907年（明治40年）3月11日 - 1988年（昭和63年）3月7日）は、日本の西洋史学者（専門は西洋中世史）。京都学派の一人。正五位勲三等瑞宝章。

## 経歴
1907年、高知県生まれ。旧制高知高等学校を経て、1929年京都帝国大学文学部西洋史学科を卒業。戦前は第三高等学校教授、1942年より京都帝国大学助教授を務めた。戦時下には大東亜戦争（太平洋戦争）を「世界史の哲学」の立場から思想的に位置付けようと試みた「世界史的立場と日本」座談会や「近代の超克」座談会に参加。
戦後、思想的事由により不適格と判定され京都大学を公職追放により離れる。1951年の追放解除の後に早稲田大学教授を務めた。

## 研究内容・業績
- 高坂正顕、西谷啓治、高山岩男と共に「京都学派四天王」と呼ばれる。
- 上記四人で1942年（昭和17年）から翌43年にかけ、『中央公論』誌で「世界史的立場と日本」座談会（「世界史的立場と日本」昭和十七年一月号、「東亜共栄圏の倫理性と歴史性」昭和十七年四月号、「総力戦の哲学」昭和十八年一月号）を三回にわたり行った。1943年に中央公論社で単行本が刊行した。
- 若き日からの友人に唐木順三がいる。

## 著書
- 『ランケと世界史学』（弘文堂書房〈教養文庫〉、1939年）
- 『歴史的国家の理念』（弘文堂書房、1941年）
- 『世界と人間性 歴史的考察』（弘文堂書房、1947年）
- 『ヨーロッパの成立』（筑摩書房、1947年）
- 『封建社会の研究』（弘文堂書房、1948年）
- 『世界の運命と国家の運命』（甲文社、1949年）
- 『産業革命』（弘文堂〈アテネ新書〉、1950年）
- 『中世の町－風景』（東海大学出版会、1982年）
- 『世界史における現代』（創文社、1990年）
遺著、創文社オンデマンド叢書（講談社、2022年、電子書籍）で再刊
- 『京都哲学撰書 第6巻　ヨーロッパの成立・産業革命』（燈影舎、2000年）、川勝平太解説
- ランケ『世界史概観　近世史の諸時代』（相原信作共訳、岩波文庫、1941年、改版1961年）
- H.J.モーゲンソー『世界政治と國家理性』（湯川宏共訳、創文社、1954年）